# Latinská rčení, V
V tomto článku jsou uvedena některá známá latinská rčení, začínající písmenem V.
Latina měla na evropskou kulturu hluboký a dlouho trvající vliv. Od římské antiky přes křesťanství a humanismus až do 18. století byla její znalost u vzdělaných lidí samozřejmostí. V některých oborech se s latinskými názvy stále pracuje, užívají se různé obraty a ve starší literatuře se najde množství latinských citátů. Protože latinských obratů, rčení a přísloví je mnoho, je seznam vybraných seřazen podle abecedy a rozdělen podle počátečních písmen do samostatných článků.

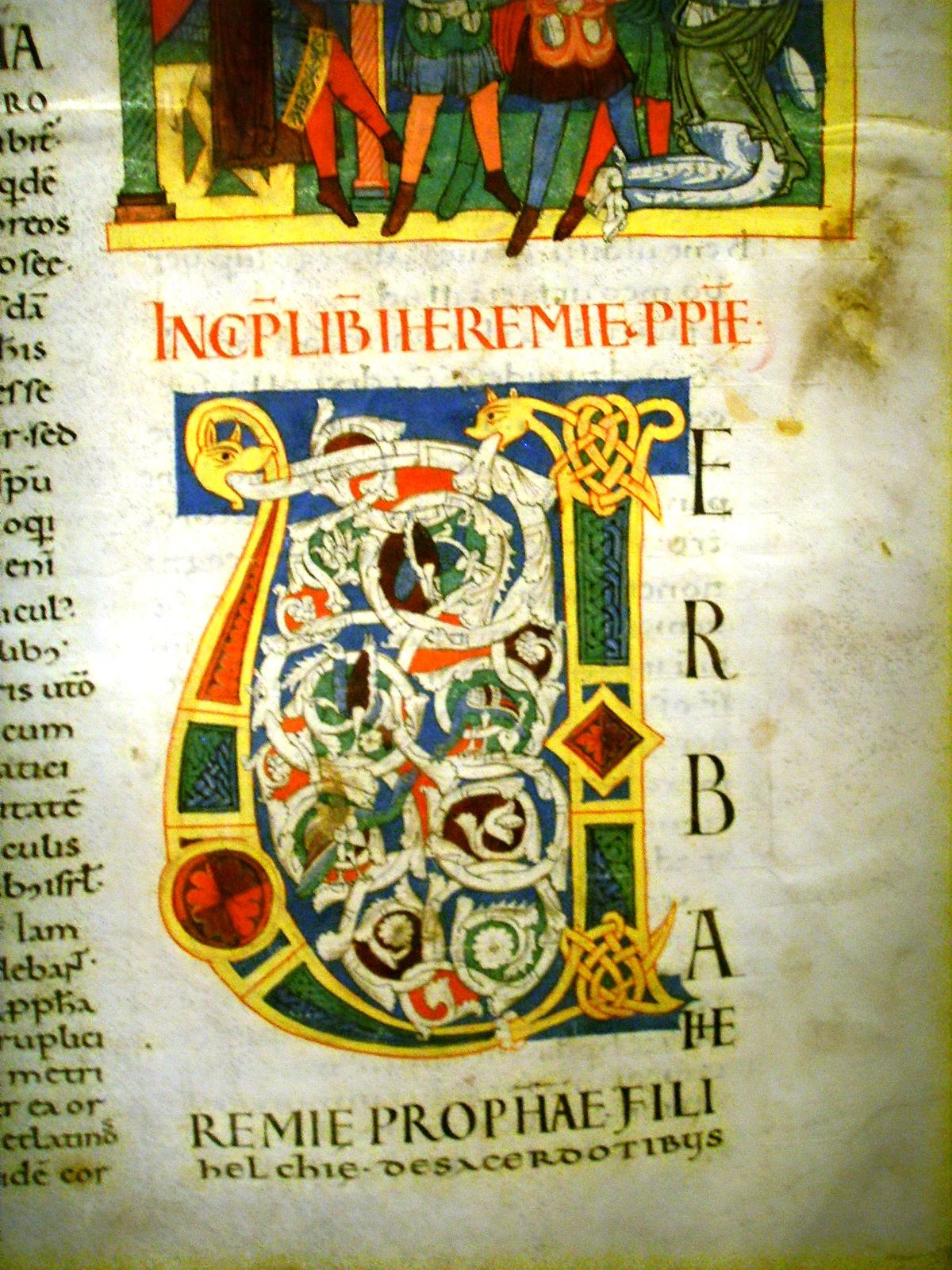
Iniciála V (Bible. Toskánsko, 12. stol.)

A
B
C
D
E
F
G
H
I
L
M
N
O
P
Q
R
S
T
U
V

## Va
- Vacat – „chybí, prázdný“ (vynechaná stránka)
- Vade ad formicam o piger – „Podívej se na mravence, lenochu...“ (Bible, Př 6)
- Vade in pace – „jdi v míru (v pokoji)“ (Bible Ex 4,18 aj.)
- Vade mecum – „pojď se mnou“, průvodce
- Vade retro! – „ustup, zpátky!“ (Terentius)
- Vade retro Satana! – „ustup, Satane!“ (Bible Mk 8,33)
- Vae soli. – „Běda samotnému!“ (Bible Kaz 4,10)
- Vae victis! – „Běda poraženým!“ (Livius Dějiny 5.48.9)
- Vale – „Buď zdráv, sbohem!“ (pozdrav při rozloučení)
- Valeas. – „ať se ti daří“ (závěr dopisu)
- Valere malo quam dives esse – „raději zdráv než bohatý“ (Cicero O povinnostech 2,88)
- Vanitas vanitatum, omnia vanitas – „Marnost nad marnost, všechno je marnost“ (Bible, Kaz 1,2)
- Varia – „různé“ (zprávy, události atd.)
- Varia lectio (v.l.) – „odlišné čtení, různočtení“ (např. v jiném rukopise)
- Variatio delectat. – „Změna je příjemná“ (Cicero)
- Vasa vacua maxime sonant. – „Prázdné sudy (nádoby) nejvíc duní“
- Vaticinium ex eventu – „(dodatečné) proroctví podle události“
- Velle non discitur – „Chtění se nelze učit“

## Ve
- Veni, creator spiritus. – „Přijď, Stvořiteli, Duchu...“, svatodušní hymnus
- Veni, vidi, audi. – „Přišel jsem, viděl jsem, slyšel jsem." Cicero
- Veni, vidi, vici. – „Přišel jsem, viděl jsem, zvítězil jsem.“ Výrok Caesarův o válce v Pontu (Plutarchos, Caesar 50,2)
- Veni, vidi, fugi. – „Přišel jsem, viděl jsem, utekl jsem.“
- Venite adoremus. – „Pojďte se klanět“, vánoční hymnus
- Venia legendi (docendi) – „oprávnění přednášet“
- Venia sit dicto. – „s odpuštěním“
- Ver, autumnus, hiems, aestas dominantur in anno. – „Jaro, podzim, zima léto vládnou v roce“
- Ver sacrum – „posvátné jaro“, jarní obřad, při němž mladí muži opouštěli domov
- Vera causa – „pravá příčina“
- Vera redit facies, dissimulata perit.  – „Pravá tvář se vrací, předstíraná mizí.“
- Verum index sui et falsi. – „Pravda ukazuje samu sebe i nepravdu.“ (Spinoza)
- Verba docent, exempla trahunt. – „Slova poučují, příklady táhnou.“
- Verba movent, exempla trahunt. – „Slova hýbají, příklady táhnou.“
- Verba et voces – „(jen) slova a hlasy“ (Horatius Listy 1.1.34)
- Verba volant scripta manent. – „Slova uletí, napsané zůstává.“
- Verbatim et litteratim – „do slova a do písmene“
- Verbis castigare – „trestat slovy“ (Cicero)
- Verbis parvam rem magnam facere – „slovy udělat z malé věci velkou“ (Livius Dějiny 41.24.17, srv. Platón, Protagoras)
- Verbum Dei manet in aeternum. – „Slovo Boží zůstává na věky“ (Bible, Iz 40,8)
- Verbum sat sapienti. – „Moudrému stačí (napovědět) slovo.“ (Terentius)
- Veritas Dei vincit. – „Pravda Boží vítězí.“ (husitské heslo)
- Veritas odium parit. – „Pravda plodí nenávist.“ (Terentius)
- Veritas omnia vincit. – „Pravda nade vším vítězí.“ (3 Esdr 3,24 - biblický apokryf, citovaný Janem Husem v dopisech)
- Veritas vincit. – „Pravda vítězí.“ (motto českého prezidenta)
- Versus (vs.) – „naproti tomu, oproti“
- Vestigia premo maiorum. – „Kráčím ve stopách předků.“
- Vestigia terrent - "Stopy (mě) děsí" (Horatius)
- Vestigium Dei – „Stopa Boží“ (ve stvořeném světě)
- Veto. – „Zakazuji.“

## Vi
- Virgo intacta – „netknutá panna“
- Viribus unitis – „Spojenými silami“ (heslo císaře Františka Josefa I.)
- Vis absoluta – „absolutní násilí“, když oběť nemůže vůbec nic
- Vis compulsiva – „přinucující násilí“
- Vis legis – „síla zákona“
- Vis maior – „vyšší moc“, kterou nebylo možné předvídat a jíž se nelze bránit
- Via hostibus, qui fugiant, munienda. – „Prchajícím nepřátelům se musí nechat cesta“
- Via media – „střední cesta“
- Via trita est tutissima. – „Vyšlapaná cesta je nejjistější.“
- Vias tuas doce me domine. – „Nauč mne svým cestám, Pane“ (Bible Iz 2,3)
- Vice versa – „když si vymění místa, obráceně, naopak“
- Victi vicimus. – „(ač) poraženi vítězíme“
- Victrix causa diis placuit, sed victa Catoni. – „Vítězná věc (strana) se líbila bohům, poražená Catonovi“ (Lukianos Pharsalia, 1,128)
- Vide infra (v. i.) – „viz níže“
- Vide supra (v. s.) – „viz výše“
- Vincere aut mori – „zvítězit nebo zemřít“
- Vincere scis, Hannibal, victoria uti nescis. – „Vítězit Hannibale umíš, ale vítězství využít ne.“ (připisováno kartaginskému veliteli Maharbalovi)
- Videant consules. – „Ať se starají konsulové.“ (Cicero)
- Video meliora proboque deteriora sequor. – „Vidím a schvaluji lepší, ale řídím se horším.“ (Ovidius)
- Videre licet (videlicet, viz) – „jak je vidět“, totiž
- Vim vi repellere licet – „Je dovoleno zahánět násilí násilím“
- Vinum laetificat cor hominum. – „Víno obveseluje srdce člověka“ (Žalm 104,15)
- Virtus est medium vitiorum et utrimque reductum. – „Ctnost je střed mezi dvěma neřestmi, od obou vzdálený“ (Horatius podle Aristotela)
- Virtutes paganorum splendida vitia. – „Ctnosti pohanů jsou zářivé neřesti.“ (Augustinus)
- Virtuti et merito – „Za ctnost (statečnost) a zásluhy“ (vyznamenání)
- Visio beatifica – „blažené nazírání“ (v ráji)
- Vita activa / vita contemplativa – „ Život činný/aktivní (nebo) život rozjímavý“. Cidero
- Vita somnium breve. – „Život je krátký sen.“ (Pindar)
- Vitam regit fortuna, non sapientia. – „Životu vládne osud, ne moudrost.“
- Vitiis nemo sine nascitur. – „Nikdo se nerodí bez chyb.“
- Vitium fuit, nunc mos est assentatio. – „Lichotit bývala neřest, nyní je to obyčej.“ (Publilius Syrus)
- Vivat, crescat, floreat! – „Ať žije, roste a kvete!“
- Vivat Slovakia! – „Ať žije Slovensko!“ (předvolební hit HZDS)
- Vive Jesus. – „Živý Ježíši.“ Z Vyznání (svatého Augustina)
- Vivere militare est. – „Žít je bojovat.“ (Seneca)
- Vivos voco, mortuos plango, fulgura frango. – „Živé svolávám, mrtvé oplakávám, blesky zaháním“ (nápis na zvonu)

## Vo
- Volens nolens – „chtě nechtě“
- Volentem ducunt fata, nolentem trahunt. – „Svolného osud vede, vzdorného vleče.“ (Seneca)
- Volenti non fit iniuria – „Svolnému se neděje křivda“ (právní zásada)
- Volo non valeo. – „Chci, ale nedokáži.“
- Vos autem dixi amicos. – „Nazval jsem vás přáteli.“ Bible, J 15,15; biskupské heslo Christopha Schönborna
- Vox et praeterea nihil. – „Hlas a nic víc“ (prázdná řeč)
- Vox humana – „lidský hlas“ (rejstřík u varhan)
- Vox populi, vox Dei. – „Hlas lidu, hlas boží“ (Alkuin z Yorku)
- Vox clamantis in deserto – „Hlas volajícího na poušti“, tj. marně (Bible Iz 40,3; Mk 1,3 aj.)
- Vulgo – „lidově“, také „přezdívka“
- Vulpes pilum mutat, non mores - "Liška mění kožich, ne zvyky" (Suetonius 8,16, Titus)